# Camilo Núñez
Camilo Núñez, vollständiger Name Camilo Alejandro Núñez Gómez, (* 6. März 1994 in Montevideo) ist ein uruguayischer Fußballspieler.

## Karriere
Der 1,78 Meter große Mittelfeldakteur Núñez entstammt der Jugendabteilung des Club Atlético Rentistas. 2015 rückte er in die erste Mannschaft des Erstligisten auf. Sein Debüt in der Primera División feierte er in der Apertura 2015 am 15. August 2015 beim 2:1-Auswärtssieg im Spiel gegen Plaza Colonia, als er von Trainer Valentin Villazán in der 90. Spielminute für Danilo Cócaro eingewechselt wurde. In der Saison 2015/16 bestritt er elf Erstligabegegnungen (kein Tor). Nach dem Abstieg am Saisonende kam er während der Spielzeit 2016 in zwölf Ligaspielen (kein Tor) zum Einsatz. Im Januar 2017 verpflichtete ihn der Erstligist Plaza Colonia.